# Между планетами
«Между планетами» (англ. Between Planets, также издавался на русском как «Среди планет») — научно-фантастический роман Роберта Хайнлайна, впервые был опубликован в 1951 году под названием «Planets in Combat» в журнале Blue Book (номера за сентябрь и октябрь), и в том же году получил отдельное издание. Относится к серии романов Хайнлайна, написанных для юношества.

## Сюжет
Молодой человек по имени Дон Харви покидает школу на Земле, чтобы вернуться к родителям-учёным на Марс. Перед отлётом он навещает старого друга семьи, который просит его доставить посылку отцу — непримечательное кольцо, но после этого их обоих задерживают земные силы безопасности. Дона после допроса освобождают и возвращают кольцо; ему сообщают, что его друг умер от «сердечной недостаточности».
Дон добирается на ракетном корабле до орбитальной станции, откуда должен вылететь на Марс. По пути он спасает жизнь венерианскому аборигену-«дракону» с земным именем «Исаак Ньютон». Но вылететь на Марс у него не получается: как раз начинается война Земли с Венерой за независимость последней, и орбитальную станцию захватывают и уничтожают венерианские повстанцы. Земных пассажиров отправляют обратно, а Дону, официальный статус которого не ясен, приходится лететь на Венеру, так как повстанцы захватили все имеющиеся на станции корабли для своего флота.
Прибыв на Венеру, Дон обнаруживает, что земные деньги здесь более не действительны, поэтому он устраивается посудомойщиком в ресторан китайского иммигранта Чарли. Он знакомится с молодой девушкой по имени Изабель, когда пытается послать сообщение своим родителям. Однако связь с Марсом практически прекратилась из-за военных действий, и Дону остаётся только переждать войну на Венере.
Вскоре Земля посылает военные силы, чтобы подавить восстание. Венерианские корабли были уничтожены на орбите, а сухопутные войска метрополии захватывают основные поселения на планете. Дона берут в плен, и офицер службы безопасности настойчиво пытается узнать, где его кольцо. К счастью, ранее Дон отдал его Изабель на хранение и не знал, где она находилась после земной атаки. Прежде чем он был допрошен с применением наркотиков, ему удаётся сбежать и присоединиться к разворачивающемуся партизанскому движению.
Дон приобретает опыт ведения партизанской войны в качестве рядового солдата. Со временем его выследили лидеры сопротивления, которые также искали кольцо. Изабель и её отец (который оказался важным членом тайной организации повстанцев) находились в безопасности на основной базе, куда добирается и Дон. Бесполезное на первый взгляд кольцо оказывается носителем секретных научных знаний, добытых в результате археологических исследований на Марсе. При содействии «Исаака Ньютона», являющегося видным венерианским учёным, информация из кольца добывается и используется для создания передового космического корабля, который намного быстрее любого другого существующего судна, с революционными оружием и защитой на основе тех же новых технологий. Корабль окрестили «Маленьким Давидом», а Дон устраивается в его экипаж на первый рейс. «Маленький Давид» отправляется к Марсу, где перехватывает и поражает эскадру боевых кораблей, которая должна была уничтожить оплот повстанцев на Марсе. Повествование после этого прерывается, подразумевается, что Дон наконец воссоединяется с родителями.

## Приём критиков
Грофф Конклин отозвался о романе благосклонно, назвав его «очень реальной и яркой картиной вероятного будущего». Бучер и Маккомас назвали его одним из лучших научно-фантастических романов 1951 года, охарактеризовав его как «более зрелый, чем большинство „взрослых“ фантастических произведений». Питер Ш. Миллер высоко оценил роман как «в целом очень ровный и логичный», хотя он отметил, что книге не хватает обычного для Хайнлайна уровня «проработки фоновых деталей».
Обозревая романы Хайнлайна для юношества, Джек Уильямсон характеризует «Между планетами» как «движение серии ещё дальше от подростковых проблем к взрослым». Хотя сюжет описывает как «довольно традиционную космическую оперу», но высоко оценивает роман за «умелую прорисовку» персонажей, «хорошо воображаемый» фон и «фабулу, изложенную с изюминкой». Уильямсон также отметил, что автор завершил роман «с явным выражением своего несчастья из-за „закона истории“, приводящего к потере индивидуальной свободы после становления правительственных организаций». Алексей Паньшин сравнивает Дона Харви с главными героями других работ Хайнлайна, «Если это будет продолжаться…» и «Двойной звезды», как совершенно аполитического человека, которому волей обстоятельств приходится ввязаться в политику «по самую шею». Паньшин отметил хорошую проработку венерианского сеттинга, однако у него возникло ощущение, что «после определённого момента Хайнлайн просто пытается связать все элементы вместе и завершить повествование».